# Lebanon, Quận Dodge, Wisconsin
Lebanon là một thị trấn thuộc quận Dodge, tiểu bang Wisconsin, Hoa Kỳ. Năm 2010, dân số của thị trấn này là 1.618 người.